# Guabina
La guabina es un canto vocal con musicalización y género musical colombiano propios de la Región Andina de Colombia. Presente en los departamentos de Antioquia, Santander,  Boyacá, Cundinamarca, Tolima y Huila, en los cuales se practican y constituyen diferentes muestras representativas del género musical.
Existen 3 tipos fundamentales los cuales son funcionales para la música y son:
- La "Guabina Cundiboyacense", de los departamentos de Boyacá y Cundinamarca.
- La "Guabina Veleña", también llamada "Guabina Satandereana", de la provincia de Vélez en el departamento de Santander.
- La "Guabina Tolimense", también llamada "Guabina Grantolimense", de los departamentos de Huila y Tolima.

Su nombre no tiene una exacta definición; la palabra guabina se utiliza para referirse a una persona simple; para llamar a un tipo de pez en los llanos orientales; y como nombre para una herramienta usada por los campesinos para castigar a los animales domésticos.

## Instrumentos y vestuario
Su parafernalia (que es lo que se necesita para realizar algo en específico) son los instrumentos básicos para la ejecución de una guabina son el tiple, la carraca, el capador, la pandereta, el requinto, la esterilla, la bandola y el chucho o alfandoque . Como atuendo para bailarla la mujer lleva una falda muy larga, unas botinas, un sombrero y un extenso velo negro trenzas de campesina y El hombre lleva pantalón de dril, camisa de tela de algodón, sombrero de tapia pisada y ruana de lana
Referencias históricas mencionan a la guabina desde finales del siglo XVIII, siendo muy popular entre los alfareros y canteros santafereños durante la época de aguinaldos navideños, y en los bailes del campo. Era un ritmo muy rechazado por la iglesia por tener un estilo de baile de pareja cogida. A partir de la segunda mitad del siglo XIX, el romanticismo forma parte esencial en las composiciones de las guabinas. Así, empezaron a ser creadas guabinas románticas y amorosas, como la obra de Alberto Urdaneta, Guabina chiquinquereña.

## Guabinas célebres
En este pato son de importancia nacional composiciones musicales como la "Guabina Chiquinquireña" de Alberto Urdaneta y Daniel Bayona, en su versión tradicional o presentadas por grupos folclóricos como, Guabina @ Zilkha Hall Open House, también existen muestras representativas en el Tolima Grande como la "Guabina Huilense" de Carlos E. Cortés, o la "Suite Colombiana No. 1 - III. Guabina" del tolimense Gentil Montaña, la Guabina Santandereana (# 2) de Lelio Olarte Pardo, y Soy tolimense de Darío Garzón Charry. Entre los nuevos compositores de guabinas se destaca el cantautor antioqueño John Jairo Torres de la Pava.